# IL17B
IL17B (англ. Interleukin 17B) – білок, який кодується однойменним геном, розташованим у людей на 5-й хромосомі. Довжина поліпептидного ланцюга білка становить 180 амінокислот, а молекулярна маса — 20 437.
| 10         |  | 20         |  | 30         |  | 40         |  | 50         |
| ---------- |  | ---------- |  | ---------- |  | ---------- |  | ---------- |
| MDWPHNLLFL |  | LTISIFLGLG |  | QPRSPKSKRK |  | GQGRPGPLAP |  | GPHQVPLDLV |
| SRMKPYARME |  | EYERNIEEMV |  | AQLRNSSELA |  | QRKCEVNLQL |  | WMSNKRSLSP |
| WGYSINHDPS |  | RIPVDLPEAR |  | CLCLGCVNPF |  | TMQEDRSMVS |  | VPVFSQVPVR |
| RRLCPPPPRT |  | GPCRQRAVME |  | TIAVGCTCIF |  |            |  |            |

A: Аланін

C: Цистеїн

D: Аспарагінова кислота

E: Глутамінова кислота

F: Фенілаланін

G: Гліцин

H: Гістидин

I: Ізолейцин

K: Лізин

L: Лейцин

M: Метіонін

N: Аспарагін

P: Пролін

Q: Глутамін

R: Аргінін

S: Серин

T: Треонін

V: Валін

W: Триптофан

Кодований геном білок за функцією належить до цитокінів. 
Секретований назовні.